# Astragalus spinosus
Astragalus spinosus är en ärtväxtart som först beskrevs av Peter Forsskål, och fick sitt nu gällande namn av Reinhold Conrad Muschler. Astragalus spinosus ingår i släktet vedlar, och familjen ärtväxter. Inga underarter finns listade i Catalogue of Life.